# Peter Schickele
Peter Schickele (Ames (Iowa), 17 juli 1935 – Bearsville (New York), 16 januari 2024) was een Amerikaanse componist, muziekpedagoog, musicoloog en schrijver (satire). Hij is ook (misschien vooral) onder zijn pseudoniem P.D.Q. Bach als muziekhumorist bekend.

## Levensloop
Schickele vertrok met zijn ouders en het gezin naar Washington D.C. en later naar Fargo, North Dakota. Hij gradueerde aan het Swarthmore College in Swarthmore, Pennsylvania in 1957 onder andere bij Roy Harris. In deze tijd componeerde hij 4 orkestwerken. Later studeerde hij aan de Juilliard School of Dance, Drama and Music bij Vincent Persichetti en William Bergsma. In 1959 was hij ook leerling van Darius Milhaud in Aspen. In 1960 studeerde hij af aan de Juilliard School of Dance, Drama and Music.
Met een studiebeurs van de Ford Foundation schreef hij werken voor high schools in Los Angeles en ging in 1961 terug als docent aan de Juilliard School of Dance, Drama and Music in New York. Sinds 1965 is hij freelance componist. Hij schreef ook filmmuziek (Silent Running) en muziek voor de televisie (Sesamstraat etc.). Ook voor Joan Baez en Buffy Sainte-Marie arrangeerde hij werken.
Hij huwde de dichteres Susan Sindall, met wie hij twee kinderen heeft, haar zoon Mathew en haar dochter Karla.
Als componist kreeg hij vele opdrachten en schreef rond 100 werken voor orkest, voor harmonieorkest, voor koor, vocale muziek, kamermuziek, voor film en televisie.
Schickele overleed op 16 januari 2024 op 88-jarige leeftijd.

## Composities

### Werken voor orkest
- 1953 Overture to "The Civilian Barber"
- 1954 rev.1992 Songs from Shakespeare
- 1958 Invention, voor orkest
- 1959 Serenade
- 1959 rev.1968 Requiem, voor strijkorkest
- 1960 Celebration with Bells
- 1968 The Fantastic Garden, voor rock-groep en orkest
- 1970 A Zoo Called Earth, voor op geluidsband opgenomen spreker en orkest
- 1972 Requiem Mantras, voor rock-groep en orkest
- 1972 Three Girls, Three Women
- 1972 Three Strange Cases, voor spreker en orkest
- 1975 The Maiden on the Moor, voor counter-tenor of contralto en kamerorkest
- 1976 American Birthday Card, voor spreker en orkest
- 1976 Pentangle Five Songs, voor hoorn en orkest
- 1977 The Chenoo Who Stayed to Dinner, legende voor spreker en orkest
- 1978 Five of a Kind, concert voor koperkwintet en orkest
- 1983 Far Away from Here Music, voor bluegrass Band en orkest
- 1986 Scenes from Breughel, voor Renaissance ensemble en orkest
- 1989 The View from the Roof, voor drie orkesten
- 1990 Concerto, voor fluit en orkest
- 1992 Elegy, voor strijkorkest
- 1992 Legend, voor orkest
- 1994 Concerto, voor hobo en orkest
- 1994 Thurber's Dogs, suite voor orkest naar schilderijen van James Thurber
- 1994 What Did You Do Today at Jeffey's House?
- 1995 Symphony No. 1 - “Songlines”
- 1998 Concerto, voor kamerorkest
  1. Fanfares & Entrances
  2. Finale
  3. Pastorale
  4. Scherzo/Minuet
  5. South by Southwest
- 1999 Concerto, voor fagot en orkest
- 1999 One for the Money, voor groot orkest
- 2000 Concerto - “In Memoriam F.D.R.”, voor cello en orkest
- 2001 Morning, Noon and Night, concert voor hobo, viool en orkest
  1. Aubade
  2. Shivaree
  3. Siesta
- 2001 Symphony No. 2 ”The Sweet Season”, voor kamerorkest
  1. A Birthday
  2. Maypole
  3. Piper at the Gates of Dawn
  4. Renaissance
  5. Vernal Jukebox
- 2002 Folk Song Set, voor kamerorkest
  1. Darlin' Corey
  2. Go tell Aunt Rhody
  3. Henry Martin
  4. Old Joe Clark/Old Dan Tucker
  5. Ruby
  6. Turtle Dove
- New Century Suite, concert voor saxofoonkwartet en orkest

symfonische muziek, HaFaBramuziek

### Werken voor harmonieorkest
- 1961 Pavilion Piece
- 1975 The tribe of Ahasuerus March and prayer
- 1976 Grand Serenade for an Awful Lot of Winds and Percussion
- 1977 Little Suite for Summer
- 1995 Metropolitan Wind Serenade, voor harmonieorkest
- March of the Cute Little Wood Sprites
- Six Contrary Dances

### Muziektheater
- 1962 rev.1988 Take Me Back to Funk, Nebraska, voor Big Band
- 1975 Hornsmoke, een paardenopera voor koperkwintet en spreker
- 1997 The Rivals Songs and incidental music for the play by Sheridan, voor fluit, klarinet, viool, fagot, contrabas en klavecimbel

### Vocale muziek
- 1991 If Love Is Real, voor twee zangeressen/zangers en klein orkest

### Kamermuziek
- 1962 Seven Bagatelles, voor dwarsfluit, hobo, klarinet en fagot
- 1973 Monochrome I, voor 8 dwarsfluiten
- 1973 Monochrome II, voor 7 trombones
- 1974 Last Tango in Bayreuth, voor 4 fagotten
- 1976 Elegies, voor klarinet en piano
- 1976 Monochrome III, voor 9 klarinetten
- 1986 Monochrome V, voor 8 dwarsfluiten
- 1987 Hornsmoke - A Horse Opera, voor spreker, trompet, cornet, hoorn, trombone en tuba
- 1987 Spring Serenade, voor dwarsfluit en piano
- 1989 Trio Serenade, voor 2 dwarsfluiten en piano (I. Morning Song, II. Dance, III. Night Song, IV. Trance, V. Finale)
- 1990 A Little Mosey Music, voor 2 trompetten, 2 hoorns, trombone en tuba
- 1990 The Boston Wonder, voor spreker, dwarsfluit en piano
- 1990 Music for Mary, voor dwarsfluit (of altblokfluit) en piano
- 1992 Three Uncharacteristic Pieces, voor trompet en piano
- 1992 What Did You Do Today At Jeffey's House?, voor hoorn en piano
- 1993 Summer Serenade, voor fagot en piano
- 1996 A Small World, voor 2 dwarsfluiten
- 1996 Variations on a Joke, voor hoorn, 2 trompetten, 2 trombones en tuba
- 1999 Brass Calendar, voor koperkwintet
- 1999 Divertimento, voor 2 klarinetten en fagot
- Blue Set No. 1, een jazz strijkkwartet
- Blue Set No. 2 for Four Bassoons: Bassooner or Later, Portlandia in Cerulean, Gang of Wolves, voor vier fagotten
- New Goldberg Variations, voor cello en piano
- Quintet No. 2, voor piano en strijkers
- Sextet for Strings, voor strijkerssextet
- String Quartet No. 1 “American Dreams”
- String Quartet No. 2 “In Memoriam”
- String Quartet No. 5 “A Year in the Country”

### Werken voor orgel
- 1958 Variations on a Medieval Theme
- 1960 Canzona
- 1990 Fantasy

### Werken voor piano
- Little Mushrooms, voor piano vierhandig

### Filmmuziek
- Fantasia 2000
- Where the Wild Things Are

## Publicaties
- Peter Schickele: Die endgültige Biographie des P. D. Q. Bach. Köln. DuMont, 1985.
- Seymour Chwast: Happy birthday, Bach Garden City, New York. Doubleday, 1985. 1. ed.